# Asymmetricata
Asymmetricata is een geslacht van kevers uit de familie glimwormen (Lampyridae). Het geslacht werd voor het eerst wetenschappelijk beschreven in 2009 door Ballantyne.

## Soorten
- Asymmetricata circumdata (Motschulsky, 1854)
  - =[1] Luciola circumdata Motschulsky, 1854[2]
- Asymmetricata ovalis (Hope in Gray, 1831)
  - = Lampyris ovalis Hope, in Gray, 1831[3]
  - =[1][4] Luciola ovalis]' (Hope,1831)
  - =[5] Luciola aemula Olivier, 1891
- Asymmetricata bicoloripes (Pic, 1927)
  - =[5] Luciola bicoloripes Pic, 1927[6]
- Asymmetricata humeralis (Walker, 1858)
  - =[5] Luciola humeralis Walker, 1858[7]
  - =[5] Luciola doriae Olivier, 1885[8]
  - =[5] Luciola impressa Olivier, 1910[9]
  - =[5] Luciola notatipennis Olivier, 1909[10]